# Марко Антонио Брагадин
Марко Антонио Брагадин (итал. Marco Antonio Bragadin, 1523–1571) био је млетачки војсковођа, који се истакао дуготрајном одбраном Фамагусте у Кипарском рату (1570–1573).

## Биографија
Брагадин је постављен за генералног провидура млетачког Кипра непосредно пред избијање Кипарског рата (1570-1573). У августу 1570. Кипар је напала турска флота, која је искрцала око 50.000 војника, а најутврђенији град на острву, Никозија, пала је после месец дана опсаде. Марко Антонио Брагадино оправио је запуштене бедеме Фамагусте, довукао артиљерију и дочекао турску војску са гарнизоном од 7-8.000 људи. Опсада је трајала пуних 11 месеци, све до 4. августа 1571, кад је Фамагуста, после херојске одбране, капитулирала под условом да се да слобода свим браниоцима и слободан одлазак свима који то буду хтели. Турци су ипак извршили покољ око 300 разоружаних бранилаца, а остале су одвели као робље.